# Siège de Porto
Pour les articles homonymes, voir Bataille de Porto.
Guerre civile portugaise
Batailles
- Coruche
- Vila da Praia (navale)
- Porto
- Ponte Ferreira
- Souto Redondo
- Cap Saint-Vincent (navale)
- Alcácer do Sal
- Pernes
- Almoster
- Sant’Ana
- Asseiceira

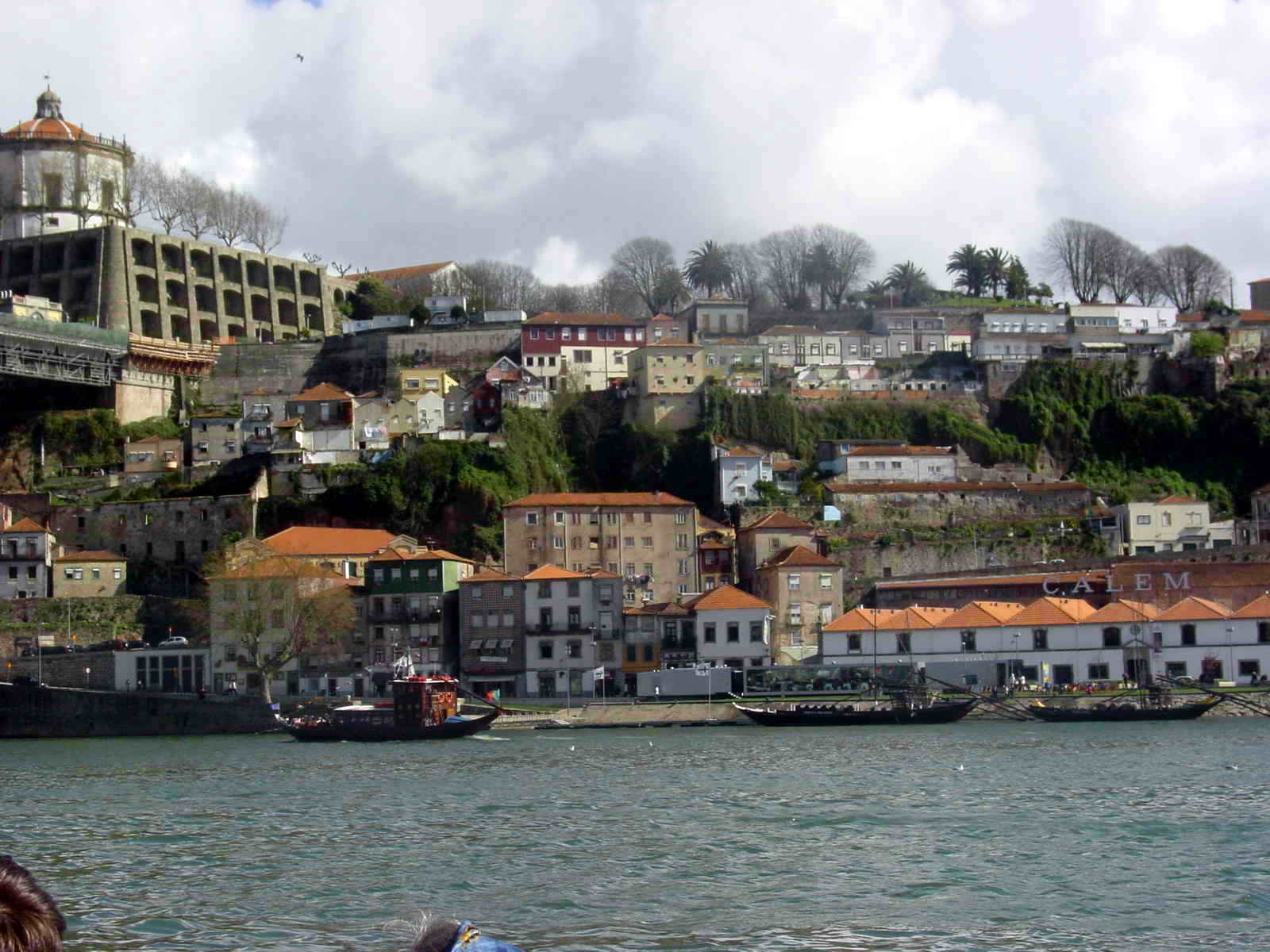
Colline de Pilar

Le siège de Porto dura un peu plus d'un an, de juillet 1832 à août 1833, période durant laquelle les troupes libérales du régent Pierre de Portugal se trouvent assiégées par les forces absolutistes fidèles à Michel Ier de Portugal. 
C'est à cette résistance héroïque que la cause libérale devra sa victoire au Portugal. Au côté des libéraux, durant le siège de Porto, combattront entre autres Almeida Garrett, Alexandre Herculano et Joaquim António de Aguiar.

## Occupation de Porto et premières rencontres
Entrant à Porto le jour suivant le débarquement à Mindelo, le 9 juillet 1832, l'armée de libération trouve la ville abandonnée par les troupes Miguelistes, dont les chefs, ignorant le nombre exact des forces ennemies, préfèrent se retirer. 
Le Vicomte de Santa Marta, commandant suprême de la division Migueliste opérant entre Figueira da Foz et Vila do Conde, décide de s'établir à Vila Nova de Gaia. Le jour où les troupes libérales entrent dans la ville, il ordonne de faire feu contre les occupants. Le 10 juillet, en riposte, l'amiral libéral anglais George Sartorius envoie ses navires dans la barre du fleuve Douro laissant la voie libre à la Division du lieutenant-colonel João Schwalbach, qui traverse le fleuve et occupe la colline de Pilar, à Vila Nova de Gaia, obligeant les Miguelistes à se retirer précipitamment jusqu'à Oliveira de Azeméis.
Pendant ce temps, João Schwalbach avance ses troupes jusqu'au lieu-dit du Alto da Bandeira (Mont du drapeau) et poste des gardes avancées à Carvalhos. Les deux armées s'observent sans qu'aucune de deux n'ose une action d'envergure. 
Le 18 juillet, une première attaque violente des Miguelistes échoue. Cinq jours après, à Penafiel où une colonne libérale s'est aventurée, une confrontation éclate ; les troupes libérales défont les Miguelistes et retournent à Porto, après avoir exercé de nombreuses brutalités, renforçant la mauvaise image, bien entretenue par le clergé, qu'ils ont parmi la population.